# Arques-la-Bataille
Arques-la-Bataille è un comune francese di 2 581 abitanti situato nel dipartimento della Senna Marittima nella regione della Normandia.

## Storia
Dal 15 al 29 settembre 1589, ad Arques, tra le truppe del re di Francia, Enrico IV, e quelle della Lega cattolica, guidate da Carlo di Guisa, duca di Mayenne, si svolse una battaglia che fu l'inizio della conquista definitiva del potere regale da parte di Enrico IV.
Qui nacque il politico Daniel de Rémy de Courcelles.

## Società

### Evoluzione demografica
Abitanti censiti